# YellowTAB Zeta
yellowTAB ZETA – bazujący na kodzie źródłowym BeOSa system operacyjny, rozwijany przez niemiecką firmę yellowTAB w latach 2002-2006. Po ogłoszeniu bankructwa przez yellowTAB w drugim kwartale 2006 wyłącznym dystrybutorem systemu stał się magnussoft, niemiecki dystrybutor oprogramowania dla systemów alternatywnych. Natomiast pracami nad systemem zajmuje się bliżej nieznana grupa programistów, w skład której wchodzą również byli pracownicy yellowTAB (w tym Bernd T. Korz).
Firma yellowTAB była odpowiedzialna za następujące wersje systemu:
- beta ?-6 – wersje deweloperskie
- RC1-RC4 (Neo) – wersje testowe
- R1 – pierwsza wersja finalna systemu zaprezentowana w marcu 2005 roku na targach CeBIT; cena: €99
- R1.1 – pierwsza aktualizacja systemu wydana w październiku 2005
- R1.2 – druga aktualizacja wydana w kwietniu 2006

Inne wersje:
- w lipcu 2005 opublikowana została płatna wersja LiveCD
- w październiku, wraz z wydaniem wersji 1.1, upubliczniono bezpłatne LiveCD
- 25 września 2006 wypuszczona została bezpłatnie Zeta LiveCD 1.21 (wydana przez magnussoft)

W kwietniu 2007, dystrybucja Zety została wstrzymana, ponieważ jak się okazało ani Bernd Korz (założyciel yellowTAB) ani samo yellowTAB nie miało praw ani na modyfikację kodu źródłowego BeOSa ani na jego dystrybucję. Firma twierdziła na początku że ma takie prawa i zdobyła je jeszcze w czasie istnienia firmy Be, Inc, czyli przed przejęciem prawa do kodu systemu BeOS przez firmę Palm.